# Erich Eyck

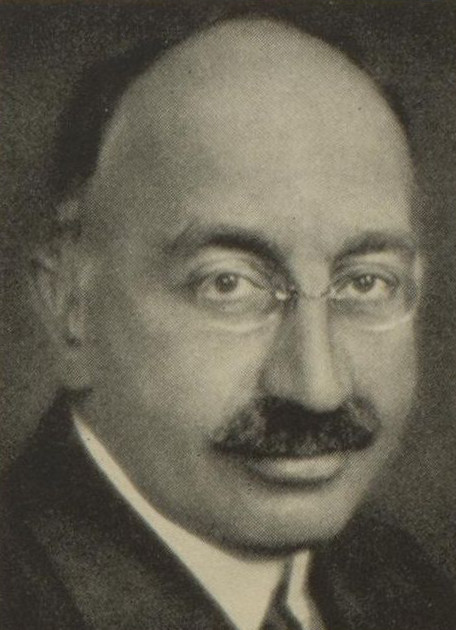
Erich Eyck, um 1927

Erich Eyck (* 7. Dezember 1878 in Berlin; † 23. Juni 1964 in London) war ein deutsch-britischer Jurist und Historiker.

## Leben
Eyck entstammte einer bürgerlichen, liberalen, jüdischen Familie. Sein Vater, der Kaufmann Joseph Eyck, und dessen Frau Helene hatten insgesamt sechs Kinder. Eyck studierte nach dem Gymnasium Rechts-, Staatswissenschaften und Geschichte in Berlin und in Freiburg im Breisgau. Das Studium schloss er 1904 mit einer Dissertation über den Vereinstag Deutscher Arbeitervereine als Dr. phil. ab. Von 1906 bis 1937 war er hauptberuflich als Rechtsanwalt tätig. Im Jahr 1910 heiratete er Hedwig (geb. Kosterlitz), mit der er drei Kinder hatte: Irene (* 1911, verheiratete Reuter; † 2004),  Eleanor (* 4. Oktober 1913; † 12. September 2009, verheiratete Alexander) und Frank Eyck (1921–2004), der später in Exeter und Calgary Geschichte lehrte.  Eyck wandte sich gegen den Zionismus und wurde Mitglied im Hauptvorstand des Central-Vereins deutscher Staatsbürger jüdischen Glaubens (C.V.).
Beeindruckt von Friedrich Naumann und Theodor Barth schloss sich Eyck der Fortschrittlichen Volkspartei an. Neben seiner beruflichen Tätigkeit war er von 1915 bis 1933 als politischer Publizist tätig. Im Ersten Weltkrieg, an dem Eyck aus Gesundheitsgründen nicht teilnehmen musste, arbeitete er für die linksliberale Zeitung Die Hilfe, die von Theodor Heuss geleitet wurde. Zeitweise war Eyck Herausgeber der juristischen Beilage „Recht und Leben“ der Vossischen Zeitung. Als Linksliberaler, nach dem Krieg Mitglied der Deutschen Demokratischen Partei, gehörte er von 1915 bis 1920 und von 1928 bis 1930 der Stadtverordnetenversammlung von Charlottenburg an.
Im Jahr 1919 veröffentlichte Eyck mit dem Werk Des deutschen Bürgertums Schicksalsstunde eine erste größere historische Arbeit. Ihr folgte 1924 das Buch Monarchie Wilhelms II., das auch ins Englische übersetzt wurde. Eine juristische Schrift Krise der deutschen Rechtspflege erschien 1926.
Als Jude verlor er 1934 das Notariat. Eyck floh zusammen mit seiner Familie 1937 über Italien  nach Großbritannien. Die Familie lebte dabei zunächst vorwiegend von der Pension, die Eycks Ehefrau betrieb. Dies ermöglichte es Eyck, sich historischen Studien zu widmen. Als erstes Werk im Exil erschien 1938 eine Biographie über William Ewart Gladstone. Eyck erhielt 1946 die britische Staatsangehörigkeit.
Danach veröffentlichte Eyck zwischen 1941 und 1944 seine dreibändige Biographie über Otto von Bismarck (Bismarck. Leben und Werk). Diese war eine der ersten kritischen Auseinandersetzungen mit der Person des Reichsgründers. Einige seiner Thesen lösten in der Fachwelt eine scharfe Kontroverse aus, haben die Bismarck Forschung aber insgesamt belebt. Unter anderem argumentierte Eyck, die deutsche Einigung sei auch ohne Bismarck möglich gewesen. Hinzu kam der Vorwurf, Bismarck habe sich machiavellistischer Methoden bedient und sei letztlich für das Scheitern der Demokratie in Deutschland verantwortlich gewesen.
Später beschäftigte Eyck sich mit dem englischen Parlamentarismus (Die Pitts und die Fox). Im Jahr 1948 erschien sein Werk über das persönliche Regiment von Wilhelm II., es folgte 1950 das in verschiedene Sprachen übersetzte Buch Bismarck und das deutsche Reich und 1951 eine politische Geschichte Englands seit der Magna Charta.
1954 erschien der erste Band von Eycks zweibändiger Gesamtdarstellung der Geschichte der Weimarer Republik. Der zweite Band folgte 1957. Dabei konnte er teilweise auf bis dahin unveröffentlichte Quellen zurückgreifen. Im Jahr 1963 gab Eyck noch einen Band mit Essays heraus, in denen er bedeutende deutsche Parlamentarier der Vergangenheit porträtierte (Auf Deutschlands politischem Forum).
Eyck war einer der historischen „Außenseiter links von der Mitte“, der erheblichen Einfluss hatte auf die kritische Neuausrichtung der deutschen Geschichtswissenschaft seit den späten 1960er Jahren. Von seinem langjährigen persönlichen Freund Theodor Heuss wurde Eyck 1953 das große Bundesverdienstkreuz verliehen.

## Werke
als Autor
- Der Vereinstag deutscher Arbeitervereine 1863–1868. Ein Beitrag zur Entstehungsgeschichte der deutschen Arbeiterbewegung. Verlag De Gruyter, Berlin 1904, ISBN 3-11-108889-8.
- Die Sozialdemokratie. Buchverlag der „Hilfe“, Berlin-Schöneberg 1912.
- Des deutschen Bürgertums Schicksalsstunde. Teubner, Berlin 1919.
- Die Monarchie Wilhelms II. nach seinen Briefen, seinen Randbemerkungen und den Zeugnissen seiner Freunde. Ullstein, Berlin 1924.
- Die Krisis der deutschen Rechtspflege. Verlag für Kulturpolitik, Berlin 1926.
- Deutsches Judentum und Rechtskrisis. Drei Vorträge, gehalten auf der Tagung des Central-Vereins deutscher Staatsbürger jüdischen Glaubens zu Berlin vom 18.–19. Juni 1927. Juristentagung des C. V.; Jacques Stern, Bruno Weil. Vorwort Julius Brodnitz. Philo, Berlin 1927.[7]
- Gladstone („Gladstone“, 1938). Rentsch, Erlenbach-Zürich 1938.
- Bismarck. Leben und Werk. 3 Bände, Rentsch, Erlenbach 1941/44.

1. 1941.
2. 1943.
3. 1944.

- Die Pitt's und die Fox. Väter und Söhne. Zwei Paar verschlungener Lebensläufe. Rentsch, Erlenbach 1946.[8]
- Das persönliche Regiment Wilhelms II. Politische Geschichte des deutschen Kaiserreiches von 1890 bis 1914. Rentsch, Erlenbach 1948.
- Bismarck after fifty years. Vortrag vor der Historical Association. Historical Association, London 1968. (Nachdr. d. Ausg. London 1948).
- Politische Geschichte Englands. Von der Magna Charta bis zur Gegenwart. Cornelsen, Bielefeld 1951.
- Geschichte der Weimarer Republik. 2 Bände. Rentsch, Erlenbach 1954/56.

1. Vom Zusammenbruch des Kaisertums bis zur Wahl Hindenburgs. 1954.
2. Von der Konferenz von Locarno bis zu Hitlers Machtübernahme. 1956.

- Bismarck und das Deutsche Reich („Bismarck and the German empire“, 1950). Rentsch, Erlenbach 1955.
- Auf Deutschlands politischem Forum. Deutsche Parlamentarier und Studien zur neuesten deutschen Geschichte. Rentsch, Erlenbach 1963 (= Politisch-Historische Aufsätze).

als Herausgeber
- Kommentar zum Gesetz gegen den unlauteren Wettbewerb vom 7. Juni 1909. Verlag Guttentag, Berlin 1910.